# Mistrovství světa ve vodním slalomu 1999
Mistrovství světa ve vodním slalomu 1999 se uskutečnilo v španělském La Seu d'Urgell pod záštitou Mezinárodní kanoistické federace. Jednalo se o 26. mistrovství světa ve vodním slalomu.

## Muži

### Kánoe
| Závod       | Zlato                                                                                                | Body   | Stříbro                                                                                                 | Body   | Bronz                                                                                                   | Body   |
| C1          | Emmanuel Brugvin (FRA)                                                                               | 205.84 | Robin Bell (AUS)                                                                                        | 206.45 | Michal Martikán (SVK)                                                                                   | 207.00 |
| C1 družstvo | Polsko Krzysztof Bieryt Sławomir Mordarski Mariusz Wieczorek                                         | 121.70 | Německo Stefan Pfannmöller Nico Bettge Martin Lang                                                      | 121.87 | Francie Patrice Estanguet Emmanuel Brugvin Tony Estanguet                                               | 125.32 |
| C2          | Česko Marek Jiras Tomáš Máder                                                                        | 224.46 | Polsko Krzysztof Kołomański Michał Staniszewski                                                         | 225.30 | Francie Éric Biau Bertrand Daille                                                                       | 228.44 |
| C2 družstvo | Česko Marek Jiras a Tomáš Máder Jaroslav Volf a Ondřej Štěpánek Jaroslav Pospíšil a Jaroslav Pollert | 127.40 | Slovensko Roman Štrba a Roman Vajs Milan Kubáň a Marián Olejník Pavol Hochschorner a Peter Hochschorner | 131.86 | Francie Frank Adisson a Wilfrid Forgues Éric Biau a Bertrand Daille Philippe Quémerais a Yann Le Pennec | 135.34 |

### Kajak
| Závod       | Zlato                                                 | Body   | Stříbro                                              | Body   | Bronz                                         | Body   |
| K1          | David Ford (CAN)                                      | 198.53 | Scott Shipley (USA)                                  | 198.99 | Paul Ratcliffe (GBR)                          | 199.13 |
| K1 družstvo | Německo Thomas Becker Ralf Schaberg Jakobus Stenglein | 114.52 | Slovinsko Andraž Vehovar Fedja Marušič Miha Štricelj | 116.12 | Česko Tomáš Kobes Jiří Prskavec Vojtěch Bareš | 116.29 |

## Ženy

### Kajak
| Závod       | Zlato                                                | Body   | Stříbro                                                       | Body   | Bronz                                                                | Body   |
| K1          | Štěpánka Hilgertová (CZE)                            | 226.30 | Beata Grzesiková (POL)                                        | 228.62 | Sandra Friedliová (SUI)                                              | 229.58 |
| K1 družstvo | Německo Susanne Hirtová Evi Hussová Mandy Planertová | 139.18 | USA Mary Marshall Seaverová Rebecca Bennettová Sarah Leithová | 142.34 | Spojené království Heather Corrieová Rachel Crosbeeová Amy Cassonová | 143.41 |

## Medailové pořadí zemí
| Pořadí | Země               | Zlato | Stříbro | Bronz | Celkem |
| ------ | ------------------ | ----- | ------- | ----- | ------ |
| 1      | Česko              | 3     | 0       | 1     | 4      |
| 2      | Německo            | 2     | 1       | 0     | 3      |
| 3      | Polsko             | 1     | 2       | 0     | 3      |
| 4      | Francie            | 1     | 0       | 3     | 4      |
| 5      | Kanada             | 1     | 0       | 0     | 1      |
| 6      | USA                | 0     | 2       | 0     | 2      |
| 7      | Slovensko          | 0     | 1       | 1     | 1      |
| 8      | Austrálie          | 0     | 1       | 0     | 1      |
| 8      | Slovinsko          | 0     | 1       | 0     | 1      |
| 10     | Spojené království | 0     | 0       | 2     | 2      |
| 11     | Švýcarsko          | 0     | 0       | 1     | 1      |
| Celkem | Celkem             | 8     | 8       | 8     | 24     |